# Polydrusus cervinus
Polydrusus cervinus är en skalbaggsart som först beskrevs av Carl von Linné 1758.  Polydrusus cervinus ingår i släktet Polydrusus, och familjen vivlar. Arten är reproducerande i Sverige.

## Bildgalleri

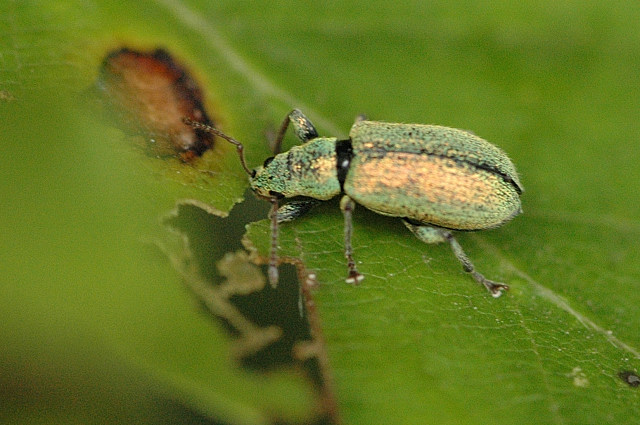